# بهداشت جهانی

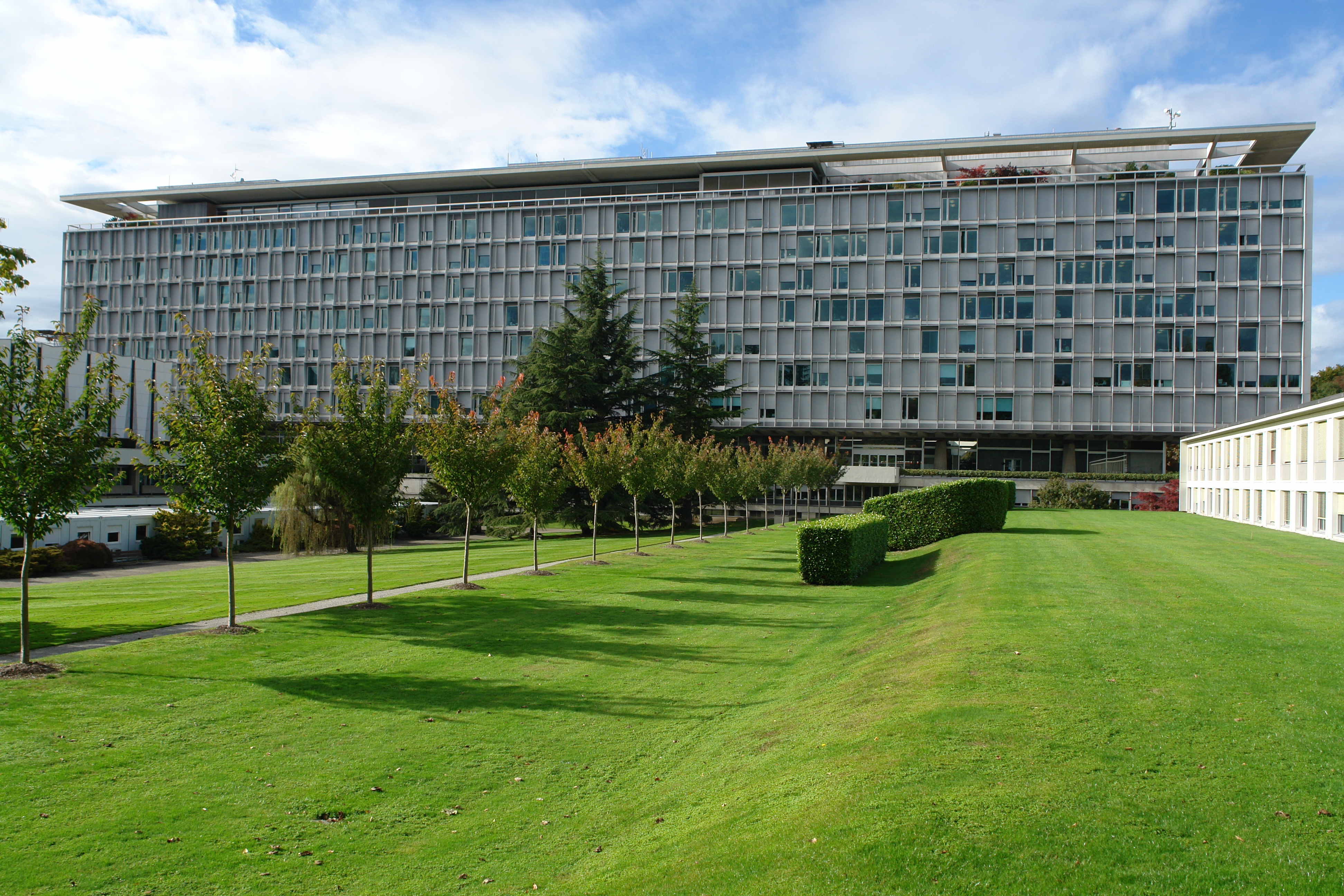
ستاد سازمان بهداشت جهانی در ژنو سوئیس.

بهداشت جهانی، سلامت جمعیت در چارچوب جهانی است،  در تعریف، "حیطه‌ای از مطالعه، تحقیق و عمل است که اولویت را در ارتقاء بهداشت و عدالت در سلامت برای همه مردم در سراسر جهان قرار می‌دهد."
اغلب شامل مشکلاتی می شود که از مرزهای ملی فراتر می‌روند و یا تاثیر سیاسی و اقتصادی جهانی دارند. بنابراین سلامت جهانی در مورد بهبود سلامت در سراسر جهان (از جمله سلامت روان)، کاهش تفاوت ها و حمایت از تهدیدات جهانی است که مرزهای ملی را در می‌نوردد.   بهداشت جهانی نباید با سلامت بین‌المللی اشتباه گرفته شود که شاخه‌ای از سلامت عمومی با تمرکز بر کشورهای در حال توسعه و کمک کشورهای صنعتی است.   سلامت جهانی می‌تواند در حیطه‌ی اثر بیماری‌های مختلف در جهان و شیوع آن‌ها که تهدیدی جدی برای زندگی است، محسوب شود. 
آژانسی که به طور برجسته در ارتباط با سلامت جهانی (و سلامت بین‌المللی) فعالیت دارد، سازمان بهداشت جهانی (WHO) است.  سایر سازمان‌های مهم که بر سلامت جهانی تاثیر می‌گذارند یونیسف و برنامه جهانی غذا هستند.

## تعریف
سلامت جهانی چندین چشم‌انداز دارد با تمرکز بر تصمیم گیرنده‌ها و توزیع کننده‌های سلامت بین‌المللی: 
- پزشکی پاتولوژی بیماری را تشریح می‌کند و پیشگیری، تشخیص و درمان را ترقی می‌بخشد. [۶]
- سلامت عمومی بر سلامت مردم تأکید دارد. [۷]
- اپیدمیولوژی به شناسایی عوامل خطر و علل مشکلات سلامت کمک می‌کند. [۸]
- جمعیت شناسی داده‌های لازم برای تصمیم گیری‌های سیاسی را فراهم می‌کند. [۹]
- اقتصاد بر هزینه - اثربخشی و هزینه - سود در تخصیص بهینه منابع بهداشتی تاکید می‌کند. [۱۰]
- دیگر علوم اجتماعی مانند جامعه شناسی، مطالعات توسعه، روانشناسی، انسان شناسی، مطالعات فرهنگی و قانون می‌توانند به تعیین عوامل سلامت در جوامع کمک کنند.

هر دو عاملِ افراد و سازمان‌هایی که در حوزه سلامت جهانی کار می‌کنند، اغلب سوالات زیادی در مورد اخلاق و حقوق بشر دارند.  بررسی‌های منتقدانه‌ی علل مختلف و توجیه نابرابری‌های بهداشتی برای موفقیتِ راه حل‌هایِ پیشنهادی ضروری است.  این مسائل در نشست های دوسالانه مجمع عمومی اخلاق / اخلاق ملی، در ماه مارس 2016 در برلین، با کارشناسان سازمان بهداشت جهانی و یونسکو، با دعوت شورای اخلاق آلمان مورد بحث قرار می‌گیرد. 

## معیارها
معیارهای سلامت جهانی شامل معیار ناتوانیِ دالی (DALY)، معیار کیفیت زندگی (QALYs) و میزان مرگ و میر است. 

### معیار ناتوانی دالی

میزان سال متمادی زندگی با معلولیت یا نقص سلامتی، در هر 100000 نفر در سال 2004.

DALY مقیاسی است که تاثیر بیماری، ناتوانی و مرگ و میر را با اندازه‌گیری مدت زمان زندگی با معلولیت و زمان از دست رفته از عمر به علت مرگ زودرس را با هم می‌سنجد. یک DALY را می‌توان به عنوان یک سال از دست رفته از یک زندگی "سالم" دانست.  DALY برای بیماری مجموع سال‌های زندگی از دست رفته به علت مرگ و میر زودرس و سال‌های از دست رفته به علت معلولیت به خاطر حادثه است. 

### سال‌های زندگی با کیفیت
QALYs بقای مورد انتظار را، با کیفیت زندگی مورد انتظار، به یک شماره واحد ترکیب می‌کند: اگر یک سال دیگر از زندگی سالم، ارزش یک (سال) را داشته باشد، یک سال زندگی ناسالم، کمتر از یک (سال) ارزش دارد. محاسبات QALY براساس اندازه‌گیری ارزش‌هایی است که افراد در سال‌های مورد انتظار بقای خود قرار می‌دهند. 

### مرگ و میر نوزاد و کودک
مرگ و میر نوزادان و مرگ و میر کودکان برای کودکان زیر ۵ سال بیشتر از DALY ها یا QALY ها، بیانگر سلامت در فقیرترین بخش‌های جمعیت است و بویژه هنگام تمرکز بر عدالت در سلامت، بسیار مفید است. 

### عوارض
معیارهای بیماری شامل میزان بروز ، شیوع و شیوع تجمعی است و میزان بروز آن با توجه به خطر ابتلا به بیماری جدید در طی یک دوره معین، معلوم می‌شود. هرچند گاهی اوقات برای راحتی به عنوان تعداد موارد جدید در یک دوره زمانی بیان می‌شود، اما بهتر است میزان مرگ و میر به صورت نسبت یا نرخ بیان شود. 

## وضعیت سلامتی
بیماری‌ها و شرایط بهداشتی که توسط طرح‌های سلامت جهانی هدف قرار می‌گیرند، گاهی به "بیماری‌های فقر" در مقابل "بیماری‌های غنی" گروه‌بندی می‌شوند، گرچه تاثیر جهانی شدن به طور فزاینده‌ای مرز بین این دو را مختل می کند.

### بیماری‌های تنفسی
عفونت دستگاه تنفسی و گوش میانی علت عمده مرگ و میر در سراسر جهان است.  برخی از عفونت‌های تنفسی از اهمیت جهانی برخوردارند از جمله: سل، سرخک، آنفلوآنزا و پنومونیهای ناشی از پنوموکوک و آنفلوآنزای هموفیلوس. گسترش بیماری‌های تنفسی تراکم جمعیت بالا تشدید می‌شود. فقر باعث بیش از ۲۰ برابر افزایش بار نسبی عفونت‌های ریه است.

### بیماری های اسهالی
اسهال دومین علت مرگ و میر کودکان در سراسر جهان است که ۱۷٪ از مرگ و میر کودکان زیر ۵ سال را شامل می‌شود. وضعیت نامناسب بهداشت می‌تواند انتقال باکتری‌ها و ویروس‌ها را از طریق آب، غذا، ظروف، تماس و مگس‌ها افزایش دهد. از دست دادن آب بدن به علت اسهال می‌تواند به طور مؤثر از طریق نوشیدن جبران شود و کم‌آبی به طور چشمگیری کاهش یابد. اقدامات مهم تغذیه شامل تغذیه کافی با شیر مادر و مکمل روی است.  

### سلامت مادر
عوارض حاملگی و زایمان علت اصلی مرگ زنان در سن باروری در بسیاری از کشورهای در حال توسعه است به گونه‌ای که یک زن در هر دقیقه از عوارض زایمان از بین می‌رود. طبق گزارش سازمان بهداشت جهانی در سال ۲۰۰۵، شرایط نامساعد مادران چهارمین علت مرگ و میر زنان در سراسر جهان، پس از HIV/ایدز، مالاریا و سل است. بیشتر مرگ و میر مادران را می‌توان پیشگیری کرد، این مرگ و میر در کشورهای توسعه یافته ریشه کن شده است.

### HIV / ایدز
اپیدمی اچ‌آی‌وی/ایدز، ماهیت جهانی سلامت و رفاه انسان را برجسته کرده است و جهانی شدن سبب رواجِ روندِ یافتن راه حل‌های مشترک برای چالش‌های بهداشت جهانی شده است. در سال‌های اخیر، صندوق‌های بین‌المللی متعددی برای حل چالش‌های بهداشت جهانی مانند اچ‌آی‌وی ایجاد شده‌اند. از زمان ابتلا به این اپیدمی، بیش از ۷۰ میلیون نفر مبتلا به ویروس اچ‌آی‌وی بوده‌اند و حدود ۳۵ میلیون نفر مبتلا به HIV شده‌اند. در مجموع، ۳۶.۹ میلیون نفر [۳۱.۱-۴۳.۹ میلیون] در اواخر سال ۲۰۱۷ با ویروس اچ‌آی‌وی زندگی می‌کردند. حدود ۰.۸٪ [۹.۶-۰.۹٪] بزرگسالان بین ۱۵ تا ۴۹ سال در سراسر جهان با HIV زندگی می‌کنند، البته بار این اپیدمی همچنان به طور قابل توجهی بین کشورهای مختلف متفاوت است. WHO در آفریقا بیشترین مشکل را دارد؛ تقریباً ۱ در هر ۲۵ بزرگسال (۴.۱٪) مبتلا به اچ‌آی‌وی هستند و تقریباً دو سوم افراد مبتلا به HIV در سراسر جهان را تشکیل می‌دهند. ابتلا به ویروس نقص ایمنی بدن (اچ‌آی‌وی) از طریق روابط جنسی محافظت نشده، سوزن‌های غیر استریل، انتقال خون و انتقال از مادر به کودک در زایمان و شیردهی است. در سطح جهانی، ابتلا به اچ‌آی‌وی عمدتاً از طریق مقاربت جنسی گسترش می‌یابد. در کشورهای کم درآمد خطر انتقال از طریق تماس جنسی، از زنان به مردان ۰.۳۸ درصد و مردان به زنان ۰.۳ درصد است. عفونت سیستم ایمنی را تخریب میکند و منجر به سندرم نقص ایمن اکتسابی (ایدز) و در نهایت، مرگ می‌شود. داروهای ضد رتروویروسی با به حداقل رساندن میزان HIV در بدن باعث افزایش طول عمر و تاخیر در شروع بیماری ایدز می‌شوند.

### مالاریا
مالاریا یک بیماری عفونی منتقله از طریق پشه است که ناشی از انگل‌های جنس پلاسمودیوم است. علائم ممکن است شامل تب، سردرد، لرز و تهوع باشد. سالانه حدود ۵۰۰ میلیون مورد مالاریا در سراسر جهان ثبت می‌شود که بیشتر در میان کودکان و زنان باردار در کشورهای در حال توسعه است. در سال ۲۰۱۶، آفریقا ۹۰ درصد موارد ابتلا به مالاریا و ۹۱ درصد از مرگ و میرهای ناشی از مالاریا را تشکیل می‌دهد. 

## مداخلات بهداشتی
مداخلات جهانی برای بهبود سلامت و زنده ماندن کودکان عبارتند از: تقویت تغذیه با شیر مادر، مکمل روی، تقویت ویتامین A، یودیزاسیون نمک، مداخلات بهداشتی مانند شستشوی دست، واکسیناسیون و درمان سوء تغذیه شدید حاد. شورای جهانی سلامت لیستی از ۳۲ درمان و مداخله بهداشتی را ارائه می‌دهد که می‌تواند سالانه میلیون‌ها نفر را نجات دهد. 
بسیاری از جمعیت‌ها با "شکاف نتیجه" مواجه هستند، که اشاره به شکاف بین اعضای یک جامعه، از نظر دسترسی به درمان پزشکی است. کشورهایی که با شکاف نتیجه مواجه هستند زیرساخت‌های پایدار را ندارند. در گواتمالا، یک زیرمجموعه از بخش دولتی، ("برنامه دسترسی به دارو") تخمین زد که کمترین در دسترس بودن ۲۵٪ و در مقایسه با بخش خصوصی ۳۵٪ است. در بخش خصوصی، داروهای دارای بالاترین و ارزان‌ترین قیمت‌ها ۲۲.۷ و ۱۰.۷ برابر گران‌تر از قیمت‌های مرجع بین‌المللی بودند. درمان به طور کلی غیرقابل دسترس بود، هزینه یک دوره از آنتی بیوتیک سفتریاکسون، معادل حقوق ۱۵ روز بود.
روزنامه نگار لوری گارت استدلال می‌کند که زمینه‌های سلامت جهانی به دلیل فقدان بودجه نیست، بلکه بیشتر منابع مالی همیشه به نتایج مثبت تبدیل نمی‌شوند. مشکل این است که این وجوه، اختصاص یافته است، اما اغلب آن‌ها به طور غیرمستقیم برای رفع یک بیماری اختصاص داده می‌شوند.
در گزارشی که در سال ۲۰۰۶ توسط سازمان جهانی بهداشت منتشر شده، کمبود تقریباً ۴.۳ میلیون پزشک، ماما، پرستار و ... در سراسر جهان به ویژه در کشورهای جنوب صحرای آفریقا تخمین زده شده‌است.

## مطالعه بیشتر
- Jacobsen, Kathryn (2008). Introduction to Global Health. Jones & Bartlett Learning. ISBN 9780763751593.
- Levine, Ruth (2007). Case Studies in Global Health: Millions Saved. Jones & Bartlett Publishers. ISBN 9780763746209.
- Palmer, Steven Paul (2010). Launching Global Health: The Caribbean Odyssey of the Rockefeller Foundation. University of Michigan Press. ISBN 978-0472070893.
- Singer, Merrill; Erickson, Pamela I. (2013). Global Health: An Anthropological Perspective. Waveland Press. ISBN 9781478610281.
- Skolnik, Richard (2008). Essentials of Global Health. Jones & Bartlett Learning. ISBN 9780763734213.
- Skolnik, Richard (2011). Global Health 101. Jones & Bartlett Publishers. ISBN 9780763797522.
- Spiegel, Jerry M.; Huish, Robert (2009). "Canadian foreign aid for global health: Human security opportunity lost". Canadian Foreign Policy Journal. 15 (3): 60–84. doi:10.1080/11926422.2009.9673492. ISSN 1192-6422.
- Taylor, Allyn L.; Hwenda, Lenias; Larsen, Bjørn-Inge; Daulaire, Nils (2011). "Stemming the Brain Drain — A WHO Global Code of Practice on International Recruitment of Health Personnel". New England Journal of Medicine. 365 (25): 2348–2351. doi:10.1056/NEJMp1108658. ISSN 0028-4793. PMID 22187983.
- White, Franklin; Stallones, Lorann; Last, John M. (2013). Global Public Health: Ecological Foundations. Oxford University Press. ISBN 9780199751907.